# Armenian Review
The Armenian Review – amerykańskie czasopismo społeczno-polityczne wydawane od 1948 roku, poświęcone zagadnieniom związanym z Armenią i Ormianami.

## Opis
The Armenian Review jest anglojęzycznym periodykiem wydawanym od 1948 roku w Watertown w hrabstwie Middlesex stanu Massachusetts. Pierwszy numer ukazał się zimą 1948 roku. Początkowo wydawane było cztery razy w roku. Obecnie publikowane jest dwa razy w roku: w maju i listopadzie. Pismo poświęcone jest zagadnieniom związanych z Armenią i Ormianami, publikowane są artykuły badawcze, wywiady, recenzje książek oraz transkrypcję armeńskiej literatury.

## Redakcja
W latach 2008–2018 redaktorem naczelnym był Asbed Kotchikian. Kolejnym redaktorem naczelnym został Khatchig Mouradian, wykładowca studiów Bliskiego Wschodu, Azji Południowej i Afryki (MESAAS) na Uniwersytecie Columbia, doktor nauk historycznych w Strassler Center for Holocaust and Genocide Studies na Clark University.
Skład redakcji tworzą naukowcy i wykładowcy akademiccy:
- Richard G. Hovannisian, Uniwersytet Kalifornijski, Los Angeles
- Stephan H. Astourian, Uniwersytet Kalifornijski, Berkeley[6]
- Levon Chorbajian, University of Massachusetts, Lowell
- S. Peter Cowe, Uniwersytet Kalifornijski, Los Angeles
- G. M. Goshgarian, Université de Bourgogne, Dijon[7]
- Ara Khanjian, Ventura College, Ventura
- Dickran Kouymjian, Uniwersytet Stanu Kalifornia, Fresno
- Marc Nichanian, Nowy Jork[8]
- Susan Pattie, University College London, Londyn
- Ronald Grigor Suny, Uniwersytet Michigan, Ann Arbor
- Khachig Tololyan, Wesleyan University, Middletown